# Endoceras

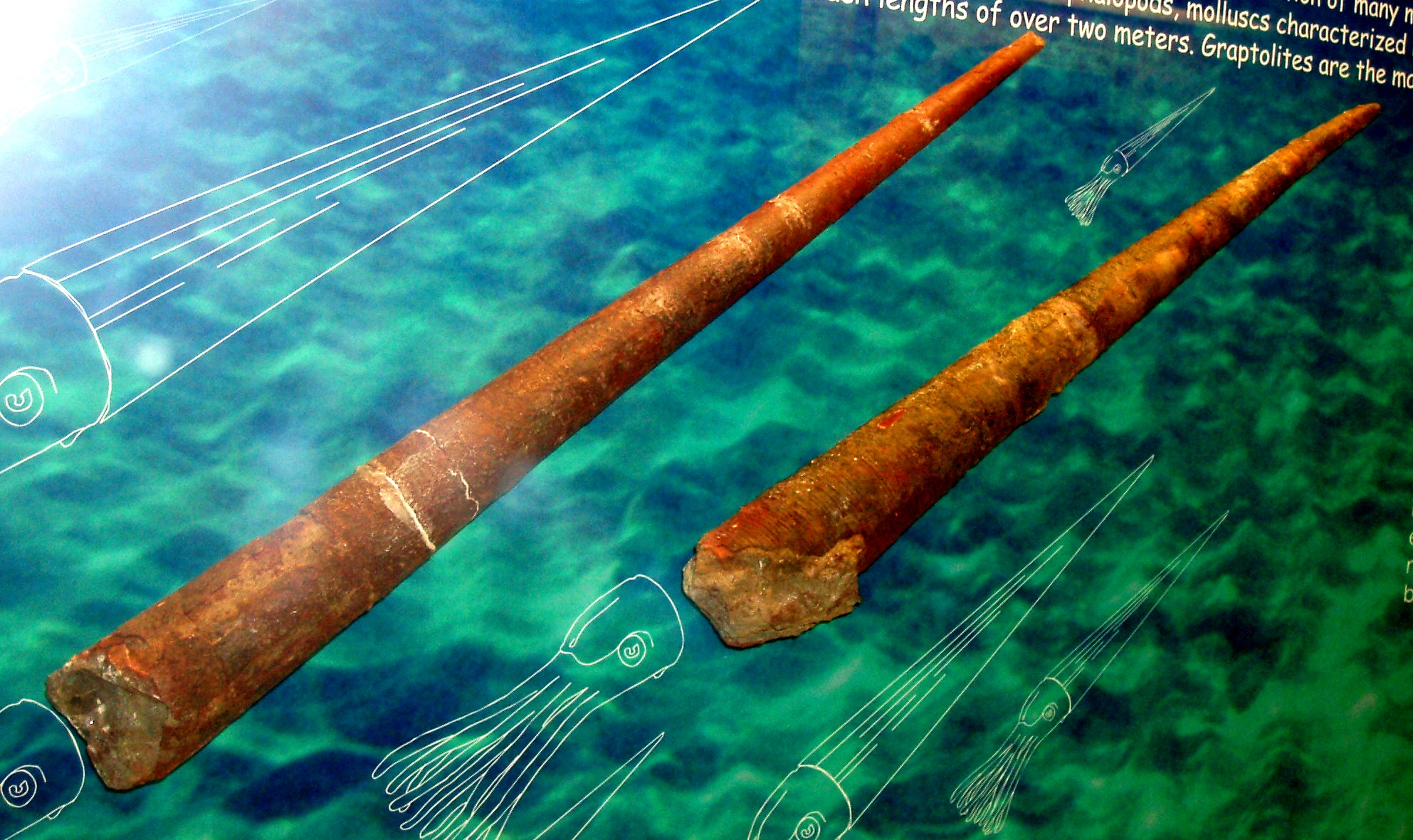
Fósseis de Endoceras.

Endoceras é um gênero extinto de cefalópodes que viveu no Ordoviciano.
1. ↑  «Fossil reveals giant underwater killing machine that once called outback Australia home». ABC News (em inglês). 11 de julho de 2021. Consultado em 1 de abril de 2025